# Sinistus
Sinistus – niewielki rodzaj kosarzy z podrzędu Laniatores i rodziny Epedanidae.

## Występowanie
Oba gatunki są endemitami wyspy Borneo.

## Systematyka
Opisano dotąd zaledwie 2 gatunki z tego rodzaju:
- Sinistus fuscus Roewer, 1938
- Sinistus maculatus Roewer, 1938